# Kolo (Jama)
Kolo je slika slovenskega slikarja Matije Jame, ki je nastala leta 1935 in je danes na ogled v Narodni galeriji v Ljubljani.
Kolo je slika, na kateri je naslikan žanrski motiv. Obrazi na sliki so zatemnjeni, slika pa je nejasna in očitno naslikana zelo hitro.